# Assist (calcio)

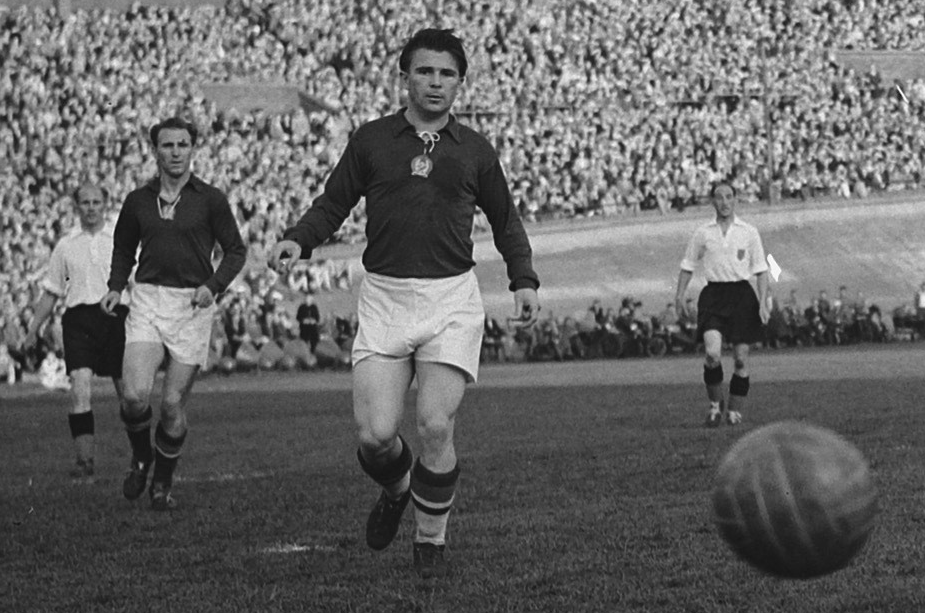
Nándor Hidegkuti e Ferenc Puskás durante una partita di calcio.

Nel calcio l'assist o passaggio vincente è il passaggio decisivo per la realizzazione di una rete.

## Definizione
Un assist consiste nel passaggio volontario di un calciatore — anche da situazioni di palla inattiva — che consente al compagno di squadra la marcatura. L'azione che conduce alla rete non implica necessariamente un assist dacché l'autore potrebbe, per esempio, ricevere palla da un avversario oppure effettuare dribblaggio o un'azione personale: talvolta viene comunque considerato tale un passaggio utile a finalizzare la manovra offensiva, indipendentemente dal fatto che il destinatario debba superare eventuali avversari. Un calciatore abile nel servire passaggi ai compagni è definito «assist-man» (talvolta italianizzato in "uomo-assist") oppure «rifinitore».
Il criterio è inoltre utilizzato come discriminante per le situazioni di parità nella classifica dei marcatori. Viene infine riconosciuto nel fantacalcio costituendo, al pari del gol, un valore aggiuntivo (agevolazione o bonus).

## Statistiche

### Migliori assist-man di tutti i tempi
| Giocatore         | Squadre                                                                                            | Assist |
| ----------------- | -------------------------------------------------------------------------------------------------- | ------ |
| Ferenc Puskás     | Budapest Honvéd, Real Madrid, Ungheria, Spagna                                                     | 404    |
| Lionel Messi      | Barcelona, Paris-Saint Germain, Inter Miami, Argentina                                             | 377    |
| Pelé              | Santos, New York Cosmos, Brasile                                                                   | 369    |
| Johan Cruyff      | Ajax, Barcelona, Los Angeles Aztecs, Washington Diplomats, Levante, Feyenoord                      | 358    |
| Thomas Müller     | Bayern Munich, Germania                                                                            | 302    |
| Luis Suárez       | Groningen, Ajax, Liverpool, Barcelona, Atlético Madrid, Nacional, Grêmio, Inter Miami, Uruguay     | 293    |
| Luís Figo         | Sporting CP, Barcelona, Real Madrid, Inter Milan, Portogallo                                       | 283    |
| Ryan Giggs        | Manchester United, Galles                                                                          | 277    |
| Cristiano Ronaldo | Sporting CP, Manchester United, Real Madrid, Juventus, Al-Nassr, Portogallo                        | 268    |
| Ángel Di María    | Rosario Central, Benfica, Real Madrid, Manchester United, Paris Saint-Germain, Juventus, Argentina | 259    |

| Competizione           | Prima edizione registrata | Giocatore         | Squadre                                  | Assist | Note   |
| ---------------------- | ------------------------- | ----------------- | ---------------------------------------- | ------ | ------ |
| Campionato mondiale    | 1954                      | Pelé              | Brasile                                  | 10     | [ 11 ] |
| Copa América           | 1916                      | Lionel Messi      | Argentina                                | 17     |        |
| Campionato europeo     | 1960                      | Cristiano Ronaldo | Portogallo                               | 8      |        |
| Mondiale per club FIFA | 2000                      | Neri Cardozo      | Boca Juniors, Monterrey                  | 5      |        |
| UEFA Champions League  | 2003                      | Cristiano Ronaldo | Manchester United, Real Madrid, Juventus | 42     | [ 12 ] |
| Premier League         | 1992                      | Ryan Giggs        | Manchester United                        | 162    | [ 13 ] |
| La Liga                | 1990                      | Lionel Messi      | Barcellona                               | 192    | [ 14 ] |
| Serie A                | 1986                      | Francesco Totti   | Roma                                     | 152    |        |
| Bundesliga             | 2004                      | Thomas Müller     | Bayern Monaco                            | 134    |        |
| Ligue 1                | 2001                      | Dimitri Payet     | Nantes, Saint-Étienne, Lille, Marsiglia  | 92     |        |
| UEFA Europa League     | 2001                      | Bořek Dočkal      | Slovan Liberec, Rosenborg, Slavia Praga  | 26     | [ 15 ] |
| Major League Soccer    | 1996                      | Landon Donovan    | San Jose Earthquakes, LA Galaxy          | 136    | [ 16 ] |
| Supercoppa UEFA        | 1973                      | Gareth Bale       | Real Madrid                              | 3      | [ 17 ] |

| Competizione          | Giocatore(i)    | Squadra(e)          | Assist | Stagione(i) | Refs          |
| --------------------- | --------------- | ------------------- | ------ | ----------- | ------------- |
| Bundesliga            | Thomas Müller   | Bayern Monaco       | 21     | 2019-2020   | [ 19 ]        |
| La Liga               | Lionel Messi    | Barcellona          | 21     | 2019-2020   | [ 20 ] [ 21 ] |
| Premier League        | Thierry Henry   | Arsenal             | 20     | 2002-2003   | [ 22 ]        |
| Premier League        | Kevin De Bruyne | Manchester City     | 20     | 2019-2020   | [ 22 ]        |
| Ligue 1               | Ángel Di María  | Paris Saint-Germain | 18     | 2015-2016   | [ 23 ]        |
| Serie A               | Ronaldinho      | Milan               | 18     | 2009-2010   | [ 24 ]        |
| UEFA Champions League | James Milner    | Liverpool           | 9      | 2017-2018   | [ 25 ]        |